# Yên Bái
Yên Bái är en stad i norra Vietnam och är huvudstad i provinsen Yên Bái. Folkmängden i centralorten uppgick till cirka 75 000 invånare vid folkräkningen 2019.